# مسعود میکائیلی
مسعود میکائیلی (زاده ۵ فوریهٔ ۱۹۸۷) یک بازیکن فوتبال اهل ایران است.